# Haworthia arachnoidea var. namaquensis
Haworthia arachnoidea var. namaquensis, és una varietat de Haworthia arachnoidea del gènere Haworthia de la subfamília de les asfodelòidies.

## Descripció
Haworthia arachnoidea var. namaquensis és una forma septentrional de plantes de tipus arachnoidea. El diàmetre de la roseta és de fins a 4 cm i el color de la fulla és de color verd més pàl·lid, generalment de color més clar que l'aracnoidea normal. L'època de floració és a principis de primavera.

## Distribució i hàbitat
Aquesta varietat és força comú a les províncies sud-africanes del Cap Septentrional i Occidental on n'hi han diverses subvarietats.
A l'hàbitat, estan més resguardades al sòl i a les pedres de quars o creixen a les escletxes de les roques.

## Taxonomia
Haworthia arachnoidea var. namaquensis va ser descrita per Martin Bruce Bayer i publicat a Haworthia Revisited 31, a l'any 1999.
Etimologia
Haworthia: nom en honor del botànic britànic Adrian Hardy Haworth (1767-1833).
arachnoidea: epítet llatí que vol dir "semblant a una teranyina".
var. namaquensis: epítet de la regió geogràfica semiàrida de Namaqualand.